# Якоб ван Гемскерк
Якоб ван Хемскерк (3 березня 1567, Амстердам — 25 квітня 1607, Гібралтар) — голландський дослідник і адмірал, командувач голландським флотом у битві при Гібралтарі.

## Дослідження Арктики
Ван Хемскерк став відомим в ранні роки завдяки спробам виявити арктичний шлях з Європи в Азію. Два судна під командуванням ван Хемскерка і Яна Райпа відпливли з Амстердама 10 травня 1596. Подорож відбувалась під керівництвом Віллема Баренца, а Герріт де Вір, історик рейсу, був на борту як помічник.